# 吉野友香乃
吉野 友香乃（よしの ゆかの、1984年10月25日 - ）は、日本の歌手（歌のお姉さん）、MC、実業家。広島県出身。マネジメントはスペースT。
株式会社オスミー代表取締役。女性デュオ「OSMY」のメンバー。

## 来歴
小学3年の時、自分の録音した声を初めて聞いて衝撃を受け、自分の声にコンプレックスを持つ。声優の高山みなみの声を聞いて感動し、声の魅力を感じ声の仕事を目指す。
高校卒業後上京、声優の専門学校に通う。『体で表現できないやつが声だけで表現できない！』と、恩師からの言葉に衝撃を受けお芝居を学び始める。小劇場、俳優座有志による小学校公演、岸田國士作品、コメディ、ミュージカルなど役者として様々な舞台に出演。芝居に行き詰まった時、ディズニー映画の影響を受け26歳から歌を習い始める。
その後、ミュージカル出演をきっかけに2010年に女性ボーカルデュオ『OSMY』を結成し、元劇団四季出身の松葉梨香と共に全国の幼稚園や福祉施設など出張コンサート活動を開始。これまで約1000回以上のコンサート実績がある。
ダンスイベントにダンサーとして出演したり、それに加えNHKキャラクターショーのMC・歌のお姉さんやイベントの司会など務める。その後、音楽教育のリトミック研究センターにてリトミックディプロマB取得認定講師としてお教室３か所、保育園4か所でリトミック指導を担当。
2014年、人形劇団の劇団バク新作ミュージカル『いたずらペーター』主人公のペーター役の劇中歌と声を担当。2014年、両側声帯結節になり手術を受ける。
声が出ない苦しみを味わい、1ヶ月の沈黙療法とリハビリを繰り返し、声作りを一からスタート。同年、NYに渡り短期ボイストレーニング&AX法を学ぶ。
2016年、2回目のNY短期留学。同年4月6日にシンガー・サウンドプロデューサー上新功祐さんによる作曲でオリジナル曲「幸せな時間」を配信リリース。
2017年、OSMY企画を立ち上げ出張コンサート事業・アーティストキャスティングなどを行う。
2018年6月6日、シンガーとして1st Album「I'm free」をリリース。
2018年9月11日、株式会社オスミーを設立。イベント・出張コンサートの企画を運営、アーティストマネジメント・キャスティング業務、講師派遣、音楽制作、音楽教室運営。

## 出演

### MC・歌のお姉さん
- 忍たま乱太郎キャラクターショー（MC)
- おしりかじり虫ショー（MC）
- プラレール博ステージショー（MC）
- がんこちゃんショー（ショーのお姉さん）
- NHKダーウィンが来た！生き物新伝説（MC）
- どーもくんバンドショー（歌のお姉さん）
- ルルロロワクワクコンサート（歌のお姉さん）
- ペネロペファミリーコンサート（歌のお姉さん）
- ウルトラマンクリスマスコンサート（歌のお姉さん）

### 声優
- 人形劇団　劇団バクミュージカル
- イソップ物語「いたずらペーターとオオカミ」:（主人公ペーターの声と劇中歌を担当）

### 舞台
- 「NOU」(主役 まゆか役)　開拓集団タンブリン
- 「いつも笑えれば」（笹山倫役）　劇団TEAM-ODAC
- 「月母さまのお祈り」（ジェシー役）　栃木小学校公演　劇団俳優座有志
- 岸田國夫作品「世帯休業」「驟雨」　東京桜組
- ミュージカル「パック・ザ・リバー」（マリリン役）犬石隆演出
- ミュージカル「あぁ、ガス欠！」パンプランニング主催
- 虎姫一座「昭和歌謡レビューショー」　大里洋吉（アミューズ）企画演出
- 立体再生ロロネッツ出演作品

「起きろよ、はるこ」「文久四年のポゥトレイト」「カンテラ橋」「おやすみタンロンズ」「ナーナ⭐︎ガールダッシュ」「空き家のグラフティー」

### PV出演
- BUMP OF CHICKEN「ファイター」PV出演

### モデル
- 湯西川温泉伴久ホテルHP　イメージモデル
- バレエ用品ジーマックス　イメージモデル

### 振付
- 時代劇「誠の名の下に」（劇団変形日和）
- 立体再生ロロネッツの振付作品

「文久四年のポゥトレイト」「カンテラ橋」「おやすみタンロンズ」「間宮汽船」「お引っ越し」「ナーナ⭐︎ガール」「海風ロープウェイ」
「やさしい森の雨」「文久四年のポゥトレイト（再演）」「空き家のグラフティー」